# Euparia mirabilis
Euparia mirabilis är en skalbaggsart som beskrevs av Vladimir Balthasar 1945. Euparia mirabilis ingår i släktet Euparia och familjen Aphodiidae. Inga underarter finns listade i Catalogue of Life.